# Hagymácska (film, 1961)
A Hagymácska (eredeti cím: Чиполлино, magyaros átírással Csipollino) 1961-ben bemutatott szovjet rajzfilm, amely Gianni Rodari műve alapján készült.
A Szovjetunióban 1961. június 28-án mutatták be a mozikban, Magyarországon 1966. június 22-én vetítették le a Magyar Televízióban.

## Szereplők
| Szereplő                    | Eredeti hang                 | Magyar hang                 |
| --------------------------- | ---------------------------- | --------------------------- |
| Chipollino, a hagyma        | Nyina Guljaeva               | Hacser Józsa                |
| Szőlő bácsi                 | Eraszt Garin                 | Siménfalvy Sándor           |
| Citrom gróf                 | Szergej Martyinszon          | Basilides Zoltán            |
| Paradicsom úr               | Grigorij Spigel              | Csákányi László             |
| Meggy gróf                  | Margarita Kuprijanova        | Darvas Magda                |
| Kaktusz                     | Georgij Vicin                | Petrik József               |
| Retek                       | Vera Orlova                  | Oszvald Marika              |
| Meggy grófnők               | Anasztaszija Georgijevszkaja | Gombos Katalin Schubert Éva |
| Tök                         | Jurij Levitan                | Miklósy György              |
| Áfonya bácsi                | Georgij Milljar              | Dömsödi János               |
| Répa                        | Georgij Milljar              | N/A                         |
| Chipollone, Chipollino apja | N/A                          | Képessy József              |
| Körte professzor            | N/A                          | Garas Dezső                 |

## Televíziós megjelenések
MTV / MTV-1 